# Ziegelbach (Glan)
Der Ziegelbach ist ein Bach in den Gemeinden Magdalensberg, Sankt Georgen am Längsee und Sankt Veit an der Glan in Mittelkärnten.

## Verlauf
Die Benennung im Oberlauf ist nicht einheitlich. In dem vom Hydrographischen Zentralbüro herausgegebenen Flächenverzeichnis der österreichischen Flussgebiete wird ein östlich des Magdalensberg auf etwa 805 m ü. A. entspringender Bach als Quellbach des Ziegelbachs angenommen, der nach etwa 1,7 km von rechts den Labongraben (im Franziszeischen Kataster als Labonbach bezeichnet) mit bis dorthin etwas größerem Einzugsgebiet aufnimmt. Das Kärntner Geografische Informationssystem hingegen bezeichnet das im Labongraben verlaufende Gewässer als Quellbach des Ziegelbachs. Dieser Bach entspringt am Nordabhang des Christofbergs, westlich von Latschach in der Gemeinde Magdalensberg, auf einer Höhe von etwa 865 m ü. A. Von dort fließt er nach Norden durch den Labongraben, in dem er zunächst über etwa einen Kilometer Länge die Grenze zwischen den Gemeinden Magdalensberg und Sankt Georgen am Längsee bildet, bevor er in die Gemeinde Sankt Georgen am Längsee eintritt und von beiden Seite einige kleine Zubringerbäche aufnimmt, darunter von links jenen namenlosen Zubringer, der nach dem Flächenverzeichnis der österreichischen Flussgebiete als Quellbach des Ziegelbachs gilt. In St. Sebastian nimmt er von rechts das Wartschenbachl auf. Dann fließt westlich am Burgberg Hochosterwitz vorbei, erreicht die Ebene südwestlich von Launsdorf, durchfließt einen Erlenbruchwald und wendet sich nach Westen. Südlich von Reipersdorf fließt rechtsseitig der vom Längsee kommende Lavabach zu, kurz darauf linksseitig der vom Magdalensberg kommende Wordalebach. Ab hier wird der Bach gelegentlich auch Untermühlbach genannt. Dann vertieft sich das Gelände wieder etwas; rechts entlang des Bachs verläuft die ehemalige Trasse der Kronprinz-Rudolf-Bahn, von links fließt der Mairistbach zu. Der Bach tritt in das Gebiet der Gemeinde Sankt Veit an der Glan ein, erreicht in Untermühlbach die Ebene des Glantals, unterquert die Klagenfurter Schnellstraße und mündet kurz darauf von links in die Glan.
Der ökomorphologische Gewässerzustand gilt als naturnahe; weite Bereiche des Bachs sind sehr hoch sensibel gegenüber Veränderungen.
Am 1. Juni 2017 kam es nach einem Gewitter zu schweren Überschwemmungen, vor allem im Bereich Untermühlbach.